# Francesco Battaglia (politico)
Francesco Battaglia (Battagia) (Venezia, metà del XVIII secolo – ...) è stato un politico italiano della tarda Repubblica di Venezia, fu tra i sostenitori della politica di acquiescenza nei confronti di Napoleone Bonaparte che contribuì alla caduta della Repubblica.

## Biografia
Fra il 1770 e il 1790 ricoprì varie cariche nell'ambito dell'amministrazione economica della Repubblica di Venezia e i suoi interessi in campo economico sono evidenziati dai numerosi interventi in Senato in cui si espresse per una maggior liberalizzazione dei commerci e contro l'eccesso di privilegi e monopoli.
Nel giugno 1796 venne inviato, insieme a Nicolò Erizzo a parlamentare con il generale Bonaparte nel quartier generale francese di Roverbella, in questa missione si dimostrò notevolmente arrendevole nei confronti degli invasori e inviò al Senato un rapporto falsamente ottimistico. Aderente alla Massoneria, le sue speranze erano quelle di ottenere una democratizzazione della Repubblica di San Marco in cambio di una piena adesione alla politica francese
Dopo il colloquio con Bonaparte non rientrò a Venezia ma venne incaricato di sostituire Nicolò Foscarini nella importante carica di Provveditore Straordinario di Terraferma con sede a Brescia. Qui pose in atto "una tattica imbelle e disastrosa" che, se gli fruttò l'interessata amicizia del Bonaparte, contribuì alla disgregazione del dominio veneto in Terraferma.
A fine marzo 1797, venuto ormai in sospetto per la sua arrendevolezza, venne richiamato a Venezia dove assunse l’incarico di Avogadore di Comun. Nel convulso periodo successivo si fece ancora una volta partigiano dell'arrendevolezza nei confronti delle richieste francesi.
Alla caduta della Repubblica il 12 maggio 1797 rischiò di essere linciato dalla folla che vedeva in lui uno dei principali responsabili della catastrofe ma grazie all'appoggio del Bonaparte entrò con un ruolo di primo piano nella Municipalità provvisoria di Venezia. In giugno si recò a Milano come rappresentante veneto al congresso che doveva discutere l'unione dei vari territori con ordinamento democratico nella Repubblica Cisalpina.
L'ultimo atto della sua carriera politica fu la partecipazione, come rappresentante di un simulacro di Stato veneto indipendente, alle trattative che portarono al Trattato di Campoformio e alla definitiva scomparsa di quanto rimaneva della millenaria repubblica. Ritiratosi a vita privata intrattenne una corrispondenza con Melchiorre Cesarotti.